# Wilaya III historique
La wilaya III historique est l'une des sept wilayas de la guerre d'Algérie, située en Kabylie.

## Aperçu

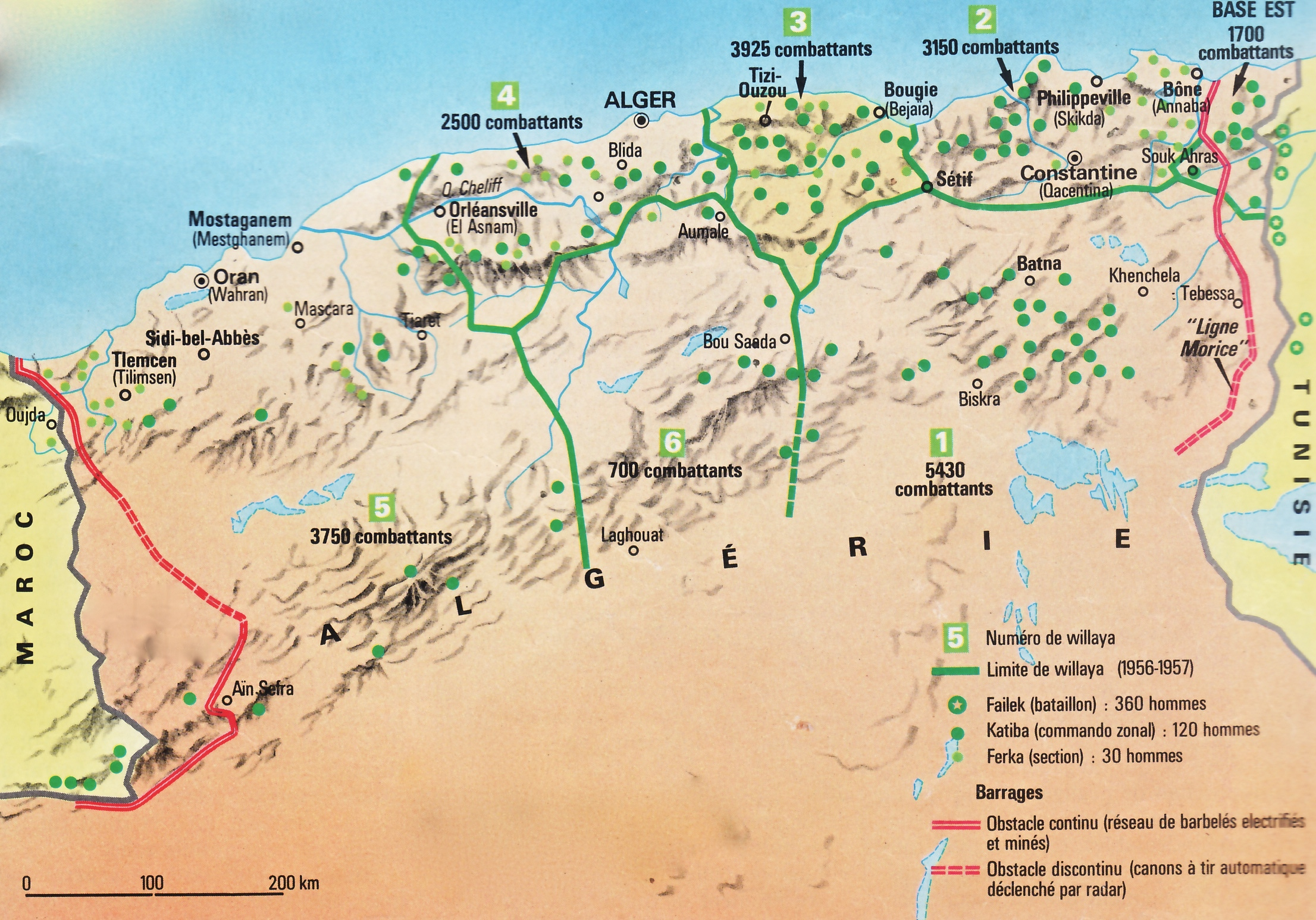
wilayas historiques de la Révolution Algérienne

Géographiquement, la wilaya III historique s'étendait de Boumerdès à Oued Agrioune  de Souk El Tenine  sur le bord de la Méditerranée ; à l'Est, de Souk El Tenine à Sétif en suivant le tracet de la RN9 jusqu'à Boussâada ; au sud, de Boussâada à Sour El-Ghozlane et Bouira ville et à l'ouest, de Bouira à Boumerdès via Lakhdaria.
C'est un bloc de montagnes escarpées, disséqué par des rivières et ruisseaux et coupé en deux par le profond sillon de la Soummam, séparant la Grande Kabylie, tournée vers l'ouest, et la Petite Kabylie, tournée vers l'est.

## Population
C'est une wilaya historique dont la densité de la population kabyle autochtone est grande, alors que la population européenne est faiblement implantée.

## Atouts révolutionnaires
L'homogénéité culturelle berbère de cette wilaya historique (sauf dans ses marges arabophones de M'sila et Bou Sâada), ainsi que la précocité de l'implantation du nationalisme algérien dans la Kabylie, ont fait que les natifs de la région, qu'ils soient résidents ou émigrés en France dans l'entre-deux-guerres, ont grandement participé au succès de la guerre pour l'indépendance de l'Algérie .

## Préparation

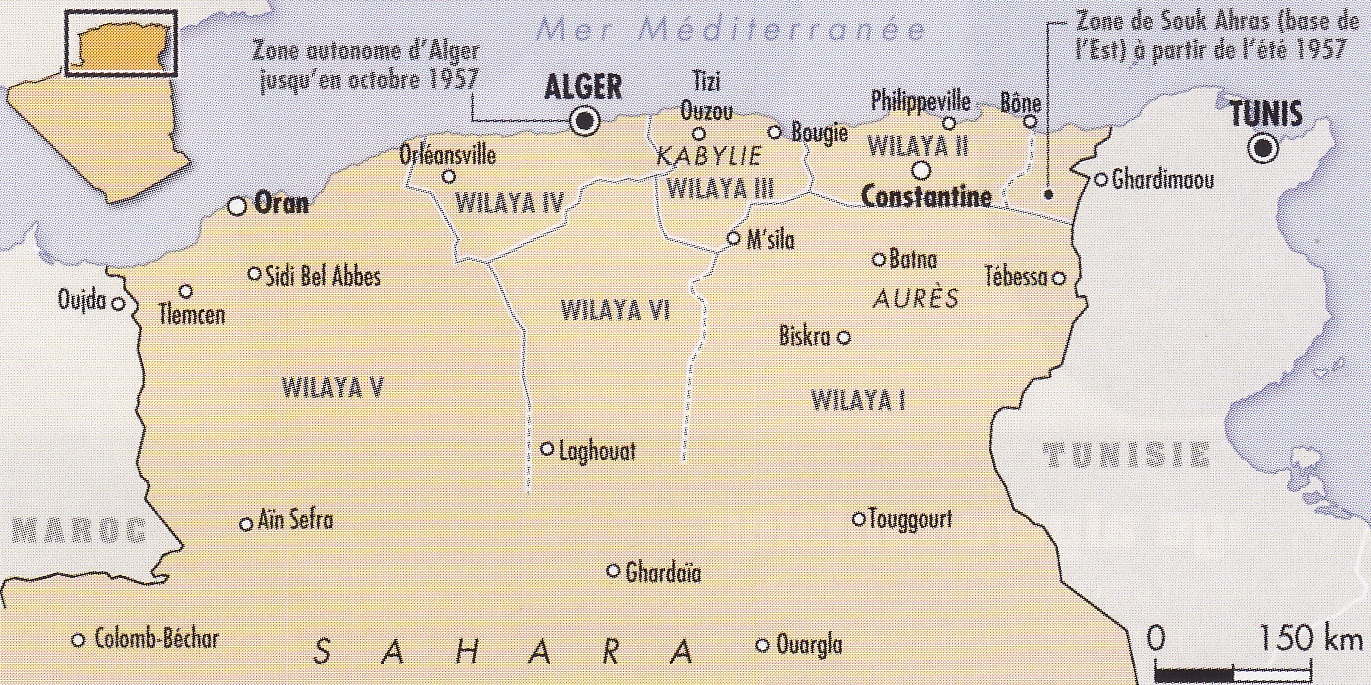
Carte du découpage du territoire algérien en 6 wilayas historiques élaboré lors du congrès de la Soummam en 1956.

Les régions kabyles de cette wilaya historique avaient précocement participé à l'insurrection de mai 1945 à la fin de la Seconde Guerre mondiale, lorsque des militants ardents se préparèrent à passer à l'action dans la nuit du 22 au 23 mai 1945 en Kabylie. Certains se réfugièrent dans le maquis et y restèrent jusqu'à la Déclaration du 1er novembre 1954.
Le PC de la wilaya fut initialement installé dans le village Mezouara. début 1956, après d'intenses bombardements, Mezouara, partiellement détruite, fut évacuée et déclarée Zone Interdite. Les habitants s’installèrent dans les villages voisins, voire plus loin (Sidi-Aich, Alger…) et le PC fut transféré à Tamda Tazegzawt dans le Massif de l'Akfadou et ensuite à Bounaâmane (Zekri).

## Avant-garde révolutionnaire
La Kabylie, englobant le périmètre de cette wilaya historique, est la première organisation régionale du Front de libération nationale, à cause de sa densité humaine et sa concentration en militants. La Kabylie donnera à la Wilaya 2, un colonel : Didouche Mourad. À la Wilaya 4, quatre colonels : Amar Ouamrane, Slimane Dehiles, Si Mhamed Bouguara, né à Miliana mais originaire de Petite Kabylie (Nord de Sétif) et enfin Salah Zaamoum. 

## Effectifs
Cette wilaya historique comptait aux débuts de la Révolution algérienne environ 450 hommes armés. Elle fournira, à plusieurs occasions des unités de combattants pour aider les wilayas limitrophes. Mais son chef, le maquisard Krim Belkacem, évite les actions spectaculaires pour, dira-t-il, ne pas l'exposer à la répression avant d'avoir obtenu le soutien de toute la population kabyle. En août 1956, elle organise le congrès de la Soummam et devient la Wilaya la plus active après la tenue du congrès de la Soummam

## Chefs
| Début | Fin  | Image | Colonel                   |
| ----- | ---- | ----- | ------------------------- |
| 1954  | 1957 |       | Krim Belkacem             |
| 1957  | 1957 |       | Saïd Mohammedi            |
| 1957  | 1957 |       | Mohand Ameziane Yazourene |
| 1957  | 1959 | \|    | Amirouche Aït Hamouda     |
| 1959  | 1959 |       | Abderrahmane Mira         |
| 1959  | 1962 |       | Mohand Oulhadj            |